# Dolmen des Puades

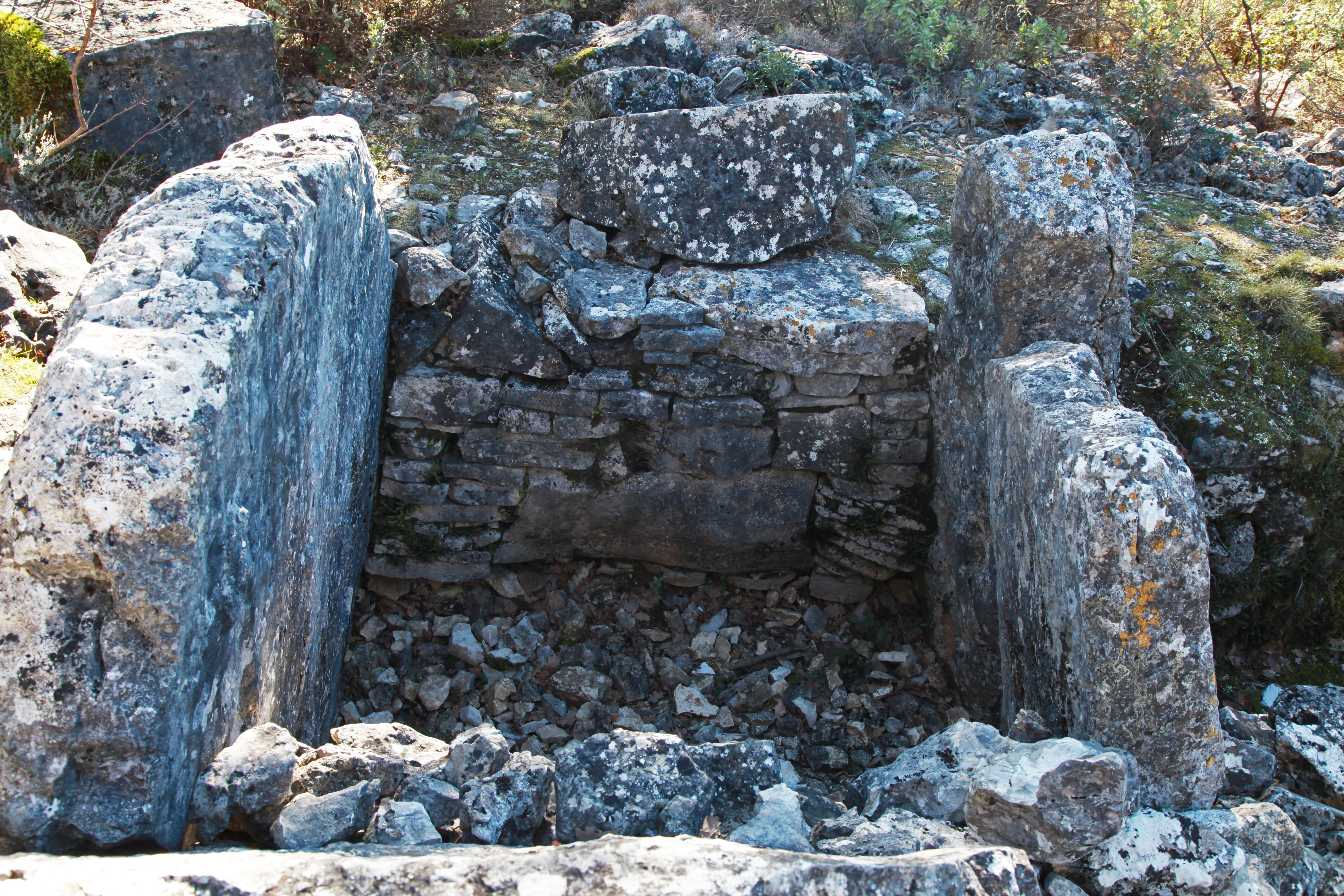
Dolmen des Puades

Der Dolmen des Puades liegt nördlich von Saint-Cézaire-sur-Siagne im Département Alpes-Maritimes in Frankreich. Dolmen ist in Frankreich der Oberbegriff für neolithische Megalithanlagen aller Art (siehe: Französische Nomenklatur).
Der Dolmen des Puades befindet sich in einem Cairn von etwa elf Metern Durchmesser. Er hat eine Kammer (französisch Cella) von etwa 2,0 × 1,5 m, mit einer Bodenplatte von mehr als 2,0 Tonnen Gewicht. Die Seite besteht aus Trockenmauerwerk. Am Zugang im Westen stehen zwei Säulen, die die Kammer vom Gang trennen. Eine etwa 0,5 m dicke Deckplatte mit einem Gewicht von etwa 3 Tonnen bedeckte die Kammer, wurde aber vor unbestimmter Zeit versetzt. 
Der Dolmen wurde im Jahre 1866 von Jean Baptiste Bourguignat entdeckt und ausgegraben. Er diente zwischen 2500 und 900 v. Chr. drei Menschen als Bestattungsplatz. Bourguignat fand zerscherbte Töpferware, Bronzeringe, eine eiserne Pfeilspitze und verbrannte Knochen und Holzkohle. 
Im Ort befinden sich weitere Dolmen, darunter die Megalithanlagen von Prignon und die Megalithanlagen von Mauvans sud. Etwa 65 m entfernt liegt eine Steinkiste.